# Il meglio di Orietta - Vol. 1
Il meglio di Orietta - Vol. 1 è un compilation di Orietta Berti del 2000 che contiene brani già noti ripresentati con un nuovo arrangiamento; venne pubblicata dalla MBO e distribuito dalla Sony Music.

## Tracce
1. Io ti darò di più (Testa, Remigi)
2. L'altalena (Conti, Pace, Argenio, Panzeri)
3. Tu sei quello (Anelli, Beretta)
4. Non illuderti mai (Pace, Pilat, Panzeri)
5. Solo tu (F. Monti Arduini)
6. Alla fine della strada (Pace, Pilat, Panzeri)
7. Quando l'amore diventa poesia (Mogol, Soffici)
8. Il ritmo della pioggia (Conti, Pace, Panzeri)
9. Noi due insieme (Cazzulani, Trimarchi)
10. Voglio dirti grazie (Anelli, Beretta, Del Prete)